# Monopole Astrophysics and Cosmic Ray Observatory
L'esperimento MACRO (acronimo di Monopole Astrophysics and Cosmic Ray Observatory) è stato un esperimento di fisica delle particelle elementari ed astrofisica condotto all'interno del laboratorio sotterraneo del Gran Sasso dell'Istituto Nazionale di Fisica Nucleare (INFN). La schermatura della roccia permetteva, infatti, la ricerca di eventi rari, attenuando i fondi dovuti ai raggi cosmici. MACRO fu proposto da 6 istituzioni scientifiche degli Stati Uniti e 6 istituzioni Italiane.
L'obiettivo principale di MACRO era la ricerca del monopolo magnetico. I rivelatori erano scintillatori liquidi e rivelatori a gas del tipo streamer. Questo disegno permise a MACRO di rivelare anche i raggi cosmici sotterranei e i neutrini. Rivelatori plastici passivi con CR39 furono usati per la sola ricerca dei monopoli. I rivelatori erano disposti in modo da formare un parallelepipedo di dimensioni 76.5 × 12 × 9.3 m3. L'esperimento iniziò nel 1989 e terminò a dicembre del 2000. La grande superficie permise anche lo studio dei raggi cosmici in coincidenza con un rivelatore esterno posto a Campo Imperatore (EAS-TOP).
Il monopolo magnetico è una particella teorica con una carica magnetica unitaria analoga alla carica elettrica unitaria (elettrone). Attorno al 1970 le teorie della grande unificazione delle interazioni fondamentali (GUT)
previdero l'esistenza di monopoli di massa molto grande ~1017 GeV.  Particelle di massa così grande non possono essere prodotte agli acceleratori di particelle, ma potrebbero essere state prodotte nel Big-Bang.
MACRO ricercò i monopoli magnetici usando i tre tipi indipendenti di rivelatori che avrebbero permesso una ridondanza per identificare anche un singolo monopolo. Anche l'elettronica di rivelazione era ridondante e permetteva ricerche in differenti intervalli di velocità, controlli incrociati e studio incrociato dei fondi.
Nessun candidato fu trovato e si ottenne un limite superiore del flusso di 1.4 ×10−16 eventi per centimetro quadrato per secondo per steradiante (cm−2 s−1 sr−1) per monopoli con velocità tra 4 x 10−5c  e c. Alcune ricerche indirette danno limiti più bassi ma solo con alcune ipotesi che non possono essere facilmente dimostrate.
Risultati molto importanti furono ottenuti da MACRO in altri settori:
- raggi cosmici: flusso, composizione ed ombra del sole e della luna;
- ricerca di materia oscura (WIMP) dal centro del Sole e della Terra e materia oscura con quark strani;
- ricerca di neutrini di bassa energia da supernovae;
- neutrino-astronomia e oscillazioni di neutrino.

In particolare MACRO mostrò una evidenza di oscillazioni di neutrino alla conferenza dei neutrini di Takayama  immediatamente prima dell'annuncio della scoperta delle oscillazioni da parte dell'esperimento Super-Kamiokande.